# Maren Meinert
Maren Meinert (Rheinhausen, 5 de agosto de 1973) é uma ex-futebolista alemã. Foi medalhista olímpica pela seleção de seu país.